# Műfaj
A műfaj (görög: genosz) a különböző típusú műalkotások csoportosítására szolgáló fogalom. Műfajokat egyrészt tartalmi, másrészt alaki sajátságok, különbségek és egyezések alapján állapítunk meg.

### Szépirodalom
Az irodalmi művek egy-egy csoportjára érvényes, koronként és területenként változó (idővel módosuló) kategória. Remekművekből elvont normarendszer, amely az egyes további alkotásoknak is például szolgál, illetve a megítélésükhöz, értelmezésükhöz támpontot nyújthat. 
Elkülönítésében (változó súllyal és érvénnyel) formai és tartalmi ismérvek játszanak szerepet: a műnembe tartozás, jellegzetes terjedelem, a szövegforma, a nézőpont és a magatartás, a beszédhelyzet, a hangnem, a művészi cél, a jellemző téma vagy tárgykör, a sajátos ábrázolási mód, a szereplők, a világkép, a kommunikációs funkciók, a stilisztikai eszköztár, a szerkezet, a közlésmód (írás, szó, látás) stb. Jellegzetes ismérve még: eredete, virágkora, jelentős alkotói, kiemelkedő példái. 
A megszülető mű módosíthatja, megújíthatja a mércét. A legtöbb műfaj besorolható a három műnemi kategóriába, de vannak ún. átmeneti műfajok is. 
A műnemek mindegyikében vannak műfajok:
- a drámában: tragédia, vígjáték, tragikomédia, középfajú dráma
- a lírában: dal, óda, elégia, epigramma, himnusz, rapszódia
- az epikában: eposz, regény, novella, mese, monda, mítosz, elbeszélő költemény

Nem tisztán szépirodalmi műfajok: visszaemlékezés, esszé, életrajz, tanulmány stb. Az egyes műfajok alcsoportokra is különülhetnek (pl.: dal, regény). A műfajok területenként és koronként is változhatnak (pl. az elégia ókori és mai meghatározása).

### Közhasználatú irodalom
Elsősorban különböző ügyiratok:
- adófőkönyv, adózókönyv, árjegyzék, bárca, birtokirat, birtoklevél, bizonyítvány, borcimke, céhes irat (céhkönyv), cselédkönyv, engedély, fénykép, fogalmazvány, földkönyv, gazdasági instrukció, gyászjelentés, jegyzet, jegyzőkönyv (napirendi jegyzék), jelentés (összefoglaló), katalógus, képes levelezőlap, költségvetés, körlevél (körirat), leltár, leltárkönyv, hivatalos levél, marhalevél, limitáció, mérlegkönyv, meghívó, munkaterv, naplófőkönyv, nyugta, kérdőív, oklevél (kitüntetési / képzést igazoló), összeírás, pénztárkönyv, peranyag, plakát, portré, kiváltságlevél (privilégium), (szabály)rendelet, részvény, statisztika, szabvány, számadás(-könyv), számla, szerződés, tagsági könyv, tanuló levél, telekkönyv (kataszteri telekkönyv), utasítás, váltó (fizetési kötelezvény), vándorkönyv, vázlat, zárjegy, zárszámadás, beszámoló, végrendelet, pályázat

A témakört leginkább az oklevéltan és a jogtudomány kutatja.

## Zene
A genosz (→ műfaj) a görög zeneelméletben a diatonikus, kromatikus és enharmonikus hangfajok gyűjtőneve; a 18. századtól motetta, madrigál, vonósnégyes stb. értelemben forma.
A műfaj és forma fogalmakat gyakran használják szinonimaként vagy elmosódott határvonallal, holott a műfaj elmélete megkülönböztethető a formatantól, mert egy bizonyos forma meghatározó ismertetőjegye lehet valamely műfajnak, de nem szükségszerűen az, ha pedig az, semmiképp sem az egyetlen.
A zenei műfajok hagyományosult normák, amelyek közvetítenek a zeneszerző szándékai és stílustörekvései, valamint a zene bizonyos meghatározott fajtájával élő társadalmi rétegek követelményei és várakozási között: normák, amelyeket a zeneszerző magáévá tehet, megkerülhet vagy átléphet, de amelyek mindenesetre történeti realitást képviselnek, s nem történészek puszta konstrukciói.
A 18. századig a (liturgikus, reprezentatív, társasági, szórakoztató) funkció, a szöveg felépítése (vers vagy próza) és a kompozíciós technika volt a műfaji besorolás alapja. Az újabb zenében az előadó apparátus, a forma és az esztétikai karakter a műfaji meghatározó tényezők.
A műfaj jelentősége a funkcionális zenében nagyobb, mint az autonóm zenében.